# Agrochola sobria
Agrochola sobria là một loài bướm đêm trong họ Noctuidae.